# Rory Hayes
Rory Hayes (né le 8 août 1949 et mort le 29 août 1983) était un dessinateur de Comics underground américain, actif à la fin des années 1960 et au début des années 1970.

## Biographie
D'après Robert Crumb qui fut son mentor, Hayes travaillait dans une librairie de comics à San Francisco, où celui-ci l'a rencontré, le publiant ensuite dans Snatch .
Il a dessiné, dans un style primitif, brut et expressionniste, dans certains des magazines les plus connus de la scène underground, comme Arcade et Bijou Funnies (en), mais aussi Insect Fear, Snatch, Cunt Comics, Hydrogen Bomb et Skull .
Il a cessé de publier en 1976  et est mort d'une overdose de drogue en 1983.
En 2008, l'éditeur américain Fantagraphics a publié la première rétrospective de ses travaux, Where Demented Wented: The Art and Comics of Rory Hayes. Ce travail est complété par la sortie de pages de jeunesse (produites entre 1962 et 1967) chez United Dead Artists en 2012. Au festival d'Angoulême, Art Spiegelman a présenté en 2012 des planches de Hayes dans son musée privé.

## Publications
- Bogeyman #1 (San Francisco Comic Book Company, 1969)
- Cunt Comics #1 (Apex Novelties, 1969)
- Snatch Comics #2 (6 pages, Apex Novelties, 1969)
- Snatch Comics #3 (2 pages, Apex Novelties, 1969)
- "Popoff Hayes the Drug Fiend" in Weirdo #12', Last Gasp, 1993.

- Rory Hayes, Where Demented Wented, Fantagraphics Books, 2008. Édité par Dan Nadel et Glenn Bray, avec des essais de son frère, l'illustrateur Geoffrey Hayes, et de Edwin Pouncey.  (ISBN 978-1-56097-923-4)

- Rory Hayes, The Dolls Weekly and the Crawlee Things, United Dead Artists & PictureBox, 270 pages noir et blanc + cahier couleur, février 2012.